# Protomystides verenae
Protomystides verenae är en ringmaskart som beskrevs av Blake och Hillbig 1990. Protomystides verenae ingår i släktet Protomystides och familjen Phyllodocidae. Inga underarter finns listade i Catalogue of Life.